# Оранж (манга)
Оранж (транслит.) је манга коју је написао и илустровао Ичиго Такано. Серијализовала се од 13. марта 2012. до 8. априла 2022. године у месечној манга ревији Monthly Action. Поглавља су сакупљена у 7 танкобона. Аниме адаптација коју је анимирао студио Telecom Animation Film се емитовала од 4. јула до 25. септембра 2016. године са укупно 13 епизода.

## Радња
У Мацумотоу, Нахо Такамија, ученица друге године средње школе, прима писма која сама шаље 10 година у будућност. Њено будуће ја тражи од ње да спречи њено "највеће жаљење", што има неке везе са новим студентом из Токија, дечаком по имену Какеру Нарусе. У почетку скептичан, Нахо почиње да верује писмима јер тачно предвиђају догађаје. Када се у писму од ње тражи да не позива Какеруа да изађе први дан, Нахо и њени пријатељи (Хирото Сува, Такако Чино, Саку Хагита и Азуса Мурасака) одлучују да га ипак позову. Какеру на крају не иде у школу наредне две недеље.
Да би спречила још једну грешку, Нахо одлучује да уради оно што јој писма налажу, као што је волонтирање у софтбол рунди, охрабривање Какеруа да се придружи фудбалском тиму, приговарајући му да настави везу са вишим разредом и инсистирајући да сами гледају ватромет. Нахо сазнаје из писама да је Какеру мртав, пошто је извршио самоубиство један дан након Дана заљубљених у истој школској години у коју се уписао.
Током Бон фестивала, Какеру објашњава Нахи разлог његовог одсуства: његова мајка је умрла од самоубиства због психичког слома који је проузроковао тиме што ју је оставио пријатељима, а није је одвео у болницу на дан уписа као што је обећао. Ово узрокује да се Нахо такође осећа кривом, јер осећа да деле одговорност за смрт Какеруове мајке. Касније, Сува каже Нахоу да је такође добијао писма од себе у будућности, у којима га траже да буде добар пријатељ Какеру и да га спасе од његове смрти. Сува крије чињеницу да су он и Нахо у браку и да ће имати дете у будућности, јер схвата да су Нахо и Какеру заљубљени. Иако гаји осећања према Нахоу, његова будућност схвата спасавајући Какеруа, он се одриче будућности са Нахоом. Пошто зна за њихова осећања, слуша писма и подржава их колико год је то могуће. Касније су Азуса, Хагита и Чино признали да су примили слична писма. Сви се слажу, иако можда неће моћи да промене судбину својих будућих ја, можда ће створити паралелни универзум у којем је Какеру још увек жив.
Да би развеселили Какеруа, петорица пријатеља организују прославу за његов седамнаести рођендан, на којој Какеру признаје своја осећања изненађеној Нахо. Њих пет се такође придружује штафетном тиму како би подржао Какеруа. Уз охрабрење својих пријатеља, Какеру побеђује у трци. Као награду за победу у трци, Какеру љуби Нахо. Међутим, у новогодишњој ноћи, Нахо и Какеру се свађају око здравља његове баке. Њих двоје се удаљавају током наредних недеља, све до дана када би Какеру требало да умре од самоубиства, јер Нахо успева да призна своја осећања, као и да каже Какеру да подели свој план за самоубиство.
У ноћи наводне Какеруове смрти, план пријатеља да се састану је прекинут јер Какеру не стиже на време. Петоро њих претражују Мацумото и успевају да га спрече да га не удари камион. Какеру се извињава, говорећи им да је размишљао о самоубиству, али је у последњој секунди одлучио да то не учини пошто је схватио да би то значило да више никада неће видети своје пријатеље.

### Anime
Манга је адаптирана у аниме серију у продукцији студија Telecom Animation Film са укупно 13 епизода. Аниме је добио наставак у виду анимираног филма који је изашао 18. новембра 2016. године.

### Manga
Мангу је написао и илустровао Ичиго Такано. Серијализовала се од 13. марта 2012. до 8. априла 2022. године у месечном магазину Monthly Action. Поглавља су сакупљена у 7 танкобона. У Србији, издавачка кућа Сталкер преводи мангу на српски језик од 2025. године.

### Списак томова
| Бр. | Првобитни датум издања | Првобитни         | Датум издања на српском | на српском |
| --- | ---------------------- | ----------------- | ----------------------- | ---------- |
| 1   | 25. децембар 2013.     | 978-4-575-84323-1 | —                       | —          |
| 2   | 25. децембар 2013.     | 978-4-575-84324-8 | —                       | —          |
| 3   | 22. август 2014.       | 978-4-575-84470-2 | —                       | —          |
| 4   | 20. фебруар 2015.      | 978-4-575-84575-4 | —                       | —          |
| 5   | 12. новембар 2015.     | 978-4-575-84709-3 | —                       | —          |
| 6   | 31. мај 2017.          | 978-4-575-84987-5 | —                       | —          |
| 7   | 12. април 2022.        | 978-4-575-85705-4 | —                       | —          |